# Cansın Kütüçoğlu
Cansın Kütüçoğlu (1º maggio 2006) è una nuotatrice artistica turca.

## Palmarès
- Giochi europei

Cracovia 2023: bronzo nel programma libero combinato